# Loftie Fourie
Pas d'image ? Cliquez ici

a Compétitions nationales et continentales officielles uniquement.

b Matchs officiels uniquement.
Willem Loftie Fourie, né le 23 juillet 1936 à Oudtshoorn et décédé le 23 juillet 2001, est un ancien joueur de rugby international sud-africain. Il évolue au poste d'ailier.

## Carrière
Loftie Fourie dispute son premier test match le 26 juillet 1958 contre la France dans une série historique pour les Bleus. 
Les Springboks ont perdu une série en Nouvelle-Zélande en 1956 (trois défaites pour une victoire) et les sélectionneurs changent six joueurs pour la réception de la France. Le résultat de la série conduit le staff sud-africain à changer nombre de joueurs, Loftie Fourie n'a plus d'occasion de revêtir le maillot des Springboks après cette série.
Il joue en province avec la South West Africa.

## Palmarès
- 2 sélections
- 1 essai, 3 points
- Sélection par saison : 2 en 1958.